# San Diego Challenger
Il San Diego Challenger è stato un torneo professionistico di tennis giocato su campi in cemento. Faceva parte dell'ATP Challenger Series. Si giocava annualmente a San Diego negli Stati Uniti.

## Albo d'oro

### Singolare
| Anno       | Campione      | Finalista      | Punteggio     |
| ---------- | ------------- | -------------- | ------------- |
| 1979       | Trey Waltke   | Matt Mitchell  | 4–6, 6–4, 6–0 |
| 1980- 1997 | Non disputato | Non disputato  | Non disputato |
| 1998       | Ville Liukko  | Paul Goldstein | 7–5, 7–6      |

### Doppio
| Anno       | Campioni                     | Finalisti                    | Punteggio     |
| ---------- | ---------------------------- | ---------------------------- | ------------- |
| 1979       | Sashi Menon Robert Trogolo   | Rod Frawley Russell Simpson  | 7–6, 6–1      |
| 1980- 1997 | Non disputato                | Non disputato                | Non disputato |
| 1998       | Paul Goldstein Adam Peterson | Michael Hill Scott Humphries | 6–2, 7–5      |